# Cabralea oblongifoliola
Espèce
Classification phylogénétique
Le Cabralea oblongifoliola ou cedro-macho ou Cacharana est un arbre, conifère de la famille des Meliaceae. Il est originaire des régions subtropicales d'Amérique du Sud (Brésil, Paraguay, Argentine).

## Noms vulgaires
- Cacharana
- Cajarana
- Cambarana
- Cambarano
- Cancherana
- Cangerana
- Canjarana
- Canjerana
- Canjerana amarilla
- Canjerana blanca
- Canjerana grande
- Canjerana roja
- Canjerano
- Carirana
- Caroba
- Cedro canjerana
- Cedro macho
- Gergelin
- Palo santo

## Synonymes botaniques
- Cabralea brachystachya C.DC.
- Cabralea burchellii C.DC.
- Cabralea cangerana C.J.Saldanha
- Cabralea canjerana (Vell.) Mart.
- Cabralea cauliflora Harms
- Cabralea corcovadensis C.DC.
- Cabralea eichleriana C.DC.
- Cabralea erismatica A.C.Sm.
- Cabralea estrellensis C.DC.
- Cabralea gaudichaudii C.DC.
- Cabralea glaberrima Juss.
- Cabralea glaziovii C.DC.
- Cabralea jussiaeana C.DC.
- Cabralea lacaziana Rizzini
- Cabralea laevis C.DC.
- Cabralea lagoensis C.DC.
- Cabralea lagoensis C.DC. Var. glabra C.DC.
- Cabralea lundii C.DC.
- Cabralea macrantha (C.DC.) Harms
- Cabralea macrophylla Fenzl ex C.DC.
- Cabralea macrophylla Fenzl ex C.DC. var. decomposita C.DC.
- Cabralea multijuga C.DC.
- Cabralea palescens C.DC.
- Cabralea pedunculata C.DC.
- Cabralea pilosa C.DC.
- Cabralea pilosa C.DC. Var. glabrior C.DC.
- Cabralea poeppigii C.DC.
- Cabralea riedelii C.DC.
- Cabralea rojasii C.DC.
- Cabralea schwackei C.DC.
- Cabralea silvatica C.DC.
- Cabralea sulcata C.DC.
- Cabralea villosa C.DC.
- Cabralea warmingiana C.DC.
- Cabralea warmingiana C.DC. Var. coriacea C.DC.
- Trichilia canjerana Vell.
- Turraea americana Vell.